# 창룡의 시종
창룡의 시종(蒼竜の側用人)은 치토세 시키(일본어: 千歳四季)가 그린 일본의 판타지, 순정 만화다. 무녀 '루쿠르'가 아즈파레오 왕국 궁전에 사는 포악한 용 한 마리를 돌보게 되면서 밝혀지는 용과 왕국에 얽힌 이야기를 그리고 있다. 2016년 1월 20일부터 하나토유메에서 연재하고 있으며, 일본의 하쿠센샤에서 4권까지 발행되었고, 대한민국에서는 학산문화사에서 2권까지 발행되었다.

## 줄거리
1권 태어난 마을의 자신이 있을 곳을 잃어버린 무녀 루쿠르. 마을을 뛰쳐나온 그녀가 얻은 일은 아즈파레오 왕국의 궁전에 사는 한마리의 용을 돌보는 것이었다. 성미가 거친 용, 율리우스에게 처음에는 조심조심 접근한 했지만, 조금씩 그의 서투른 다정함을 깨닫기 시작한다. 그리고 차츰 밝혀지는 왕국과 용을 둘러싼 비밀이란? 소녀와 용이 자아내는 판타지 멜로!
2권 이웃 나라의 왕들이 율리우스에게 인사하러 오는 '알현 의식'이 코앞에 다가오면서 분주한 궁궐 내. 루쿠르는 그곳에서 중요한 역할인 '수호자'를 맡게 된다. 율리우스가 용이라는 아즈파레오 왕국 최대의 비밀을 지키기 위해서 심열을 기울여서 준비한 의식일에 뜻밖의 사고가... 게다가 율리우스와 루쿠르가 처음으로 함께 왕궁 밖으로?
3권 귀향을 거치고 더 정이 깊어진 율리우스와 루쿠르는 궁전에서 평화로운 나날을 보내고 있었다. 하지만, 어느 날 갑자기 성에 있던 루쿠르의 머리 위에 검은 용이 나타난다. 푸르고 맑은 아즈파레오의 하늘을 흐리며 곧게 궁궐로 향하는 흑룡의 정체는...!?
4권 지배적이고 오만한 하이네 다르크의 손질 중 그의 내면에 있는 떨고 있는 불안정함을 깨달은 쿠루르. 전쟁에 의해 멸망한 용의 고향인 미다에 대해서, 그리고 그 자신을 제대로 알고 싶은 것일까…? 한편, 날개를 손에 넣은 율리우스는 루쿠르를 구하려고 하늘을 달린다!

## 단행본

### 일본 단행본
1. 蒼竜の側用人. 白泉社. 2016.5.20発売. ISBN 9784592213307
2. 蒼竜の側用人. 白泉社. 2017.4.20発売. ISBN 9784592216223
3. 蒼竜の側用人. 白泉社. 2017.10.20発売. ISBN 9784592216230
4. 蒼竜の側用人. 白泉社. 2018.4.20発売. ISBN 9784592216247

### 한국 단행본
1. 창룡의 시종. 학산문화사. 2017년 5월 25일 출간. ISBN 9791125672135
2. 창룡의 시종. 학산문화사. 2017년 8월 25일 출간. ISBN 9791125684565